# Gilles Lesage
Pour les articles homonymes, voir Lesage et Le Sage.
Gilles Lesage est un journaliste politique québécois né à Macamic, en Abitibi, le 1er mars 1934.

## Honneurs
- 1988 - Prix Jules-Fournier
- 1993 - Prix Olivar-Asselin
- 1993 - Médaille de l'Assemblée nationale pour souligner ses 25 ans de carrière à la Tribune de la presse parlementaire[2]
- 1995 - Prix René-Lévesque de l'Association des journalistes indépendants du Québec
- 1999 - Chevalier de l'Ordre national du Québec
- 2000 - Ordre de la Pléiade